# Тихая (приток Ульбы)
Тихая (каз. Тынық) — река в Восточно-Казахстанской области Казахстана. Образуется при слиянии рек Журавлиха и Филипповка, исток расположен на территории города Риддер. Сливаясь с рекой Громотуха, образует реку Ульба.
Протекает по северной окраине города Риддер между городской свалкой и промышленными объектами цветной металлургии АО «Казцинк».
Река сильно загрязнена соединениями тяжёлых металлов (марганец, цинк, медь), попадающими в воду из отвалов расположенных поблизости шахт.
В 1937 году на реке была построена Ульбинская ГЭС, на базе которой с 1954 года функционирует Лениногорский каскад ГЭС. После крупного паводка, случившегося в 1979 году, и ещё ряда аварий в 1985 году Ульбинская ГЭС была законсервирована, однако с 2016 года она вновь продолжает работу после масштабной реконструкции.